# Погодаево (Красноярский край)
Погодаево — село в Енисейском районе Красноярского края Российской Федерации.

## Транспорт
В селе находятся автомобильные грунтовые дороги. Также через посёлок проходит трасса:Усть-Кемь-Анциферово.

## Население
| 2010 |
| ---- |
| 284  |

## Здания
В селе находится 111 домов и две улицы.

## Соседние населённые пункты
Село Паршино, деревня Чермянка, село Анциферово.